# Solinus
Solinus es un género de arácnido del orden Pseudoscorpionida de la familia Olpiidae.

## Especies
Las especies de este género son:
- Solinus africanus Beier, 1967
- Solinus australiensis Chamberlin, 1930
- Solinus corticola (Chamberlin, 1923)
- Solinus cyrenaicus (Beier, 1929)
- Solinus hispanus Beier, 1939
- Solinus japonicus Morikawa, 1953
- Solinus pusillus Beier, 1971
- Solinus rhodius Beier, 1966